# Punkaharju
Punkaharju este o fostă comună din Finlanda.